# 小行星25657
小行星25657（25657 Berkowitz）是一颗绕太阳运转的小行星，为主小行星带小行星。该小行星于2000年1月20日发现。

## 轨道参数
小行星25657的轨道半长轴为450 463 028 km，3.0111165 UA，离心率为0.157。